# Paulina Kellogg Wright Davis
Paulina Kellogg Wright Davis   (Bloomfield, 7 d'agost de 1813 - Providence, 24 d'agost de 1876) fou una abolicionista, sufragista, activista pels drets de les dones i educadora nord-americana, i una de les fundadores de la New England Woman Suffrage Association.

## Biografia

### Primers anys
P. Davis nasqué el 7 d'agost de 1813 a Bloomfield, Nova York; era filla del capità Ebenezer Kellogg i la seua esposa Polly. Amb la seua família es traslladà a viure a la frontera dels Estats Units amb Canadà prop de les cascades del Niàgara al 1817. Després de la mort de sos pares, se n'anà a viure amb una tia a Le Roy, Nova York al 1820. La tia era presbiteriana ortodoxa i P. Davis s'uní a l'església, tot i que li feia l'efecte que el seu ambient era hostil amb les dones que parlaven obertament. Intentà ser missionera, però no ho va aconseguir, l'església no permetia que les dones solteres foren missioneres.

### Matrimonis i activisme
P. Davis es casà amb Francis Wright, un comerciant d'una pròspera família d'Utica, Nova York, al 1833; tots dos renunciaren a l'església com a protesta per la seua postura proesclavitud i s'integraren en el comité executiu de la Societat Central Antiesclavitud de Nova York.
P. Davis i el seu espòs organitzaren una convenció contra l'esclavitud a Utica al 1835; també recolzaren les reformes dels drets de les dones al costat de Susan B. Anthony, Elizabeth Cady Stanton i Ernestine Rose. Durant aquests anys, P. Davis estudià Salut de la dona. Francis Wright morí el 1845, la parella no tingué fills.
Després de la mort del seu marit es trasllada a Nova York per estudiar medicina. El 1846, imparteix conferències sobre anatomia i fisiologia exclusives per a dones. Més tard importà un maniquí mèdic i va recórrer l'est dels Estats Units ensenyant a les dones i convencent-les d'estudiar medicina. El 1849 es casa amb Thomas Davis, un polític demòcrata de Providence, Rhode Island, nascut a Dublín, i junts adoptaren dues nenes.
El 1850 centra les seues energies en els drets de les dones; col·labora a organitzar la primera Convenció Nacional dels Drets de la Dona realitzada a Worcester, Massachusetts, el 23 d'octubre d'aquest any. P. Davis presideix la convenció i en fa el discurs d'obertura. Tret d'un any, fou presidenta del Comité Central Nacional dels Drets de la Dona, de 1850 a 1858. El 1853 edita un diari per a dones anomenat The Una, i li'n cedeix la responsabilitat a Caroline Wells Healey Dall al 1855.
P. Davis fou una de les fundadores de la New England Woman Suffrage Association al 1868. Quan el grup es dividí, P. Davis i Susan B. Anthony participaren en la creació de l'Associació Nacional pel Sufragi de la Dona. També organitzà l'aplec pel vinté aniversari del Moviment pel Sufragi de la Dona i publicà La història del Moviment Nacional pels Drets de la Dona.

### Mort i llegat
Paulina Kellogg Wright Davis va morir el 24 d'agost de 1876, a la seua llar de Providence, Rhode Island. La seua tasca fou molt valorada per Elizabeth Cady Stanton i Susan B. Anthony. Fou triada per formar part del Saló de la Fama Nacional de Dones al 2002. El 2003, s'inclogué junt amb el seu marit en el Rhode Island Heritage Hall of Fame.